# Morto-vivo

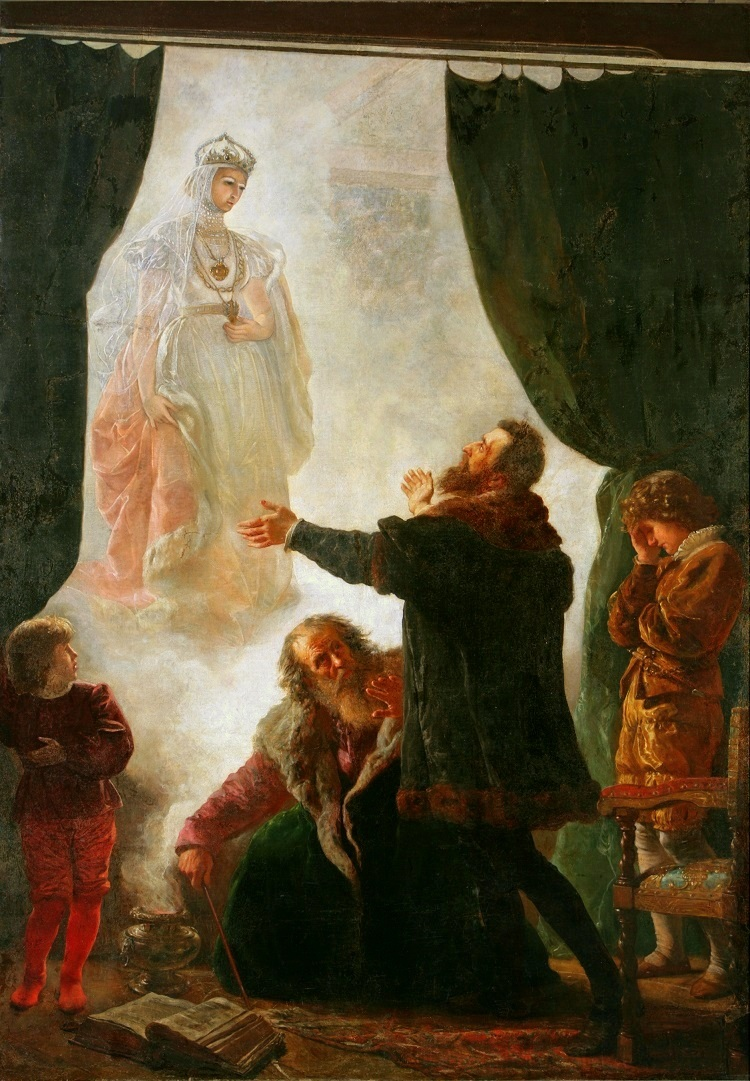
O fantasma de Barbara Radziwiłł, por Wojciech Gerson: fantasmas são uma forma comum de mortos-vivos no folclore.

Mortos-vivos são seres míticos e fabulosos que estão - e permanecem - mortos (sem funções biológicas que mantenham ou sustentem a vida), mas agem como se ainda estivessem vivos, podendo se mover, ter percepção ou mesmo consciência. Os mortos-vivos podem ser incorpóreos (fantasmas) ou corpóreos (múmias, vampiros e zumbis). São apresentados nos sistemas de crenças da maioria das culturas e aparecem em muitas obras de fantasia, ficção e terror. O termo também é usado ocasionalmente para casos supostos não sobrenaturais de reanimação, desde experimentos iniciais, como o de Robert E. Cornish, até ciências futuras, como preservação química do cérebro e criogenia. 
O exemplo mais conhecido são os zumbis. Estes são corpos de pessoas ou animais falecidos, reanimados por meios desconhecidos (podendo ser por maldição ou encantamento); e podem ser reanimados de corpos recém-falecidos ou em estados avançados de decomposição. Eles são mortos que não tiveram descanso e voltam à vida num tipo de transe, ou que foram subjugados por alguma forma de encantamento.
Outro exemplo bastante antigo de mortos-vivos comum na mitologia e superstições do sudeste da Europa no início do século XVIII quanto na cultura popular contemporânea, em parte, graças ao romance de terror Dracula, escrito pelo autor irlandês Bram Stoker, são os vampiros. Estes e outras criaturas que podem ter surgido de pessoas que morreram são tidos como mortos mas que de alguma forma foram reanimados e dotados de consciência e raciocínio de forma equivalente à pessoas vivas. Porém, não são dotados de alma; e por isso podem continuar controlando seus próprios corpos sem a necessidade de funções biológicas para sustentá-los. Segundo a tradição mítica, à noite estes mortos-vivos se reanimam e saem do túmulo para atormentar e sugar o sangue dos vivos.
Na mitologia árabe pré-islâmica, ghoul (canibal) é um monstro associado a cemitérios e ao consumo de carne humana. Na ficção moderna, um ghoul é descrito como um monstro morto-vivo.
Mortos-vivos também podem ser desprovidos de corpo ou qualquer forma física, como os fantasmas, já se tratando da manifestação da alma ou espírito de um ente falecido e não sendo feito de matéria, mas da própria essência do pensamento deste, pertencendo então a planos de existência extrafísicos (não acessíveis ao plano material), mas podendo tornar-se perceptíveis de maneira espectral, objetiva (manifestando-se visível e/ou audível ou movendo objetos físicos) e, por vezes, tangível as pessoas vivas (adquirindo temporariamente propriedades físicas semelhantes às da matéria, fenômeno conhecido como materialização) ou se manifestar de maneira subjetiva, ao aparecerem em sonhos a uma pessoa ou como uma ilusão subjetiva. Segundo o espiritismo, essa noção de espírito se refere aos espíritos desencarnados (aqueles que já não possuem um corpo) e a manifestação perceptível de um espírito desencarnado é chamada de perispírito, que, segundo os adeptos do espiritismo, se utilizam de uma substância fluídica chamada ectoplasma para se manifestarem. Em muitas lendas, os fantasmas são retratados em estado de transe, confusos ou sendo guiados por traumas ou desejo de vingança, mas ainda podendo se manifestar como seres conscientes ou apenas como visões e impressões gravadas no local da morte.

## Na ciência
Na ciência e medicina, uma pessoa que é revivida de morte clínica é lembrada como viva, uma vez que suas funções biológicas associadas à vida foram restauradas. A capacidade de matéria morta se comportar como se estivesse viva em representações ficcionais do "morto-vivo" não é conhecida pela ciência na atualidade; e qualquer trabalho místico está fora do escopo de trabalho científico.